# Саудовско-кувейтская нейтральная зона

Саудовско-кувейтская нейтральная зона (также Зона раздела) — территория площадью 5770 км² между Саудовской Аравией (на момент её образования — Недждом) и Кувейтом, временно оставшаяся «ничейной» землёй, когда между двумя государствами после подписания 2 декабря 1922 года Укайрского договора была установлена граница.

## История
Современная история Кувейта восходит к 1756 году, когда династия Аль Сабах из арабского племени Бени Атбан, мигрировавшему из Умм-Касра на север в начале XVIII века и поселившиеся в Кувейте, которая ранее был частью Османской империи. Возможность столкновения между шейхами Аль Сабаха и турками из-за фактического управления этим районом не давала покоя шейху Мубараку ас-Сабаху, который неоднократно пытался найти защиту у Великобритании, но его просьбы были отклонены. В 1898 году британцы должны были изменить свою позицию по отношению к шейху и откликнуться на его призыв, когда Российская империя начала проявлять интерес к Кувейту. В противовес российским амбициям 23 января 1899 года британцы подписали договор о дружбе с шейхом, аналогичный тому, который они уже заключили с шейхом Маската в 1891 году. В обоих договорах было предусмотрено, что шейх не уступит свою территорию каким-либо иностранным державам без ведома и разрешения британского правительства.

### Статус нейтральной зоны
По словам Дэниеля Ергина, «Нейтральная зона представляла собой две тысячи квадратных миль бесплодной пустыни, которые были вырезаны британцами в 1922 году в ходе проведения границы между Кувейтом и Саудовской Аравией. Для размещения бедуинов, которые скитались между Кувейтом и Саудовской Аравией и для которых национальность была туманным понятием, было согласовано, что две страны будут делить суверенитет над этим районом».
Касательно области, которая позднее стала называться «Нейтральная зона» или «Зона раздела», Укайрский договор гласил: «Правительства Неджда и Кувейта будут обладать равными правами, пока с помощью правительства Великобритании относительно неё не будет подписано новое соглашение между Недждом и Кувейтом».

### Нефтяной фактор
Однако у обеих стран было мало интереса к окончательному урегулированию вопроса по так называемой «нейтральной зоне» до открытия в 1938 году нефтяных месторождений в Бургане на территории Кувейта. В связи с вероятностью обнаружения нефти на территории самой «нейтральной зоны» в 1948—1949 годах правительствами обеих стран были предоставлены в ней концессии частным компаниям (Aminoil и Pacific Western Oil Corporation). Позже обе страны регулировали вопросы добычи нефти на ней в рамках договора о совместной деятельности.
В 1957 году Саудовская Аравия подписала концессионное соглашение с японской «Arab Oil Co.», а Кувейт – в 1958 году. Срок действия концессии истек в 2000 году. Компания сделала свое первое открытие на шельфе в январе 1960 года.
Вскоре после этого между правителями Кувейта и Саудовской Аравии начались переговоры о разделе территории: в октябре 1960 года на встрече они решили, что Нейтральная зона должна быть разделена. 7 июля 1965 года правительства двух стран подписали соглашение (которое вступило в силу 25 июля 1966 года) о разделении нейтральной зоны и присоединении её частей к своим прилегающим территориям. Соглашение о демаркации линии раздела Нейтральной зоны было подписано 17 декабря 1967 года, но официально не вступало в силу до его ратификации с обеих сторон (ратифицировано Кувейтом 18 декабря 1969 года и Саудовской Аравией 18 января 1970 года). 25 января 1970 года соглашение было опубликовано в Официальном вестнике Кувейта.
Зоне никогда не присваивался код по стандарту ISO 3166, поскольку она прекратила своё существование до его принятия в 1974 году.
В 1991 году, во время войны в Персидском заливе этот район был быстро, но ненадолго захвачен иракскими войсками после того, как они вторглись в Кувейт и оккупировали его; однако силы коалиции, состоявшие из американских и саудовских контингентов, отразили иракское наступление и освободили этот район и остальную часть Кувейта.
Несмотря на то, что зона исчезла, перекачка нефти по-прежнему осуществляется по договоренности.